# Corregidor (isola)
Corregidor è un'isola dell'arcipelago delle Filippine, che si trova all'imboccatura della Baia di Manila, nella parte meridionale dell'isola di Luzon. Da un punto di vista amministrativo appartiene al territorio municipale della città di Cavite.
L'isola di Corregidor è conosciuta soprattutto per l'uso che gli Stati Uniti d'America ne hanno fatto nella Seconda guerra mondiale, venne infatti fortificata e attrezzata con postazioni di artiglieria per difendere la città di Manila dagli attacchi giapponesi. Qui avvenne l'eponima battaglia di Corregidor. Attualmente, l'isola è meta di viaggi turistici.

## Geografia
L'isola ha la forma di un girino con la coda diretta verso est, ha una lunghezza massima, da est a ovest, di 6,5 chilometri, una larghezza di circa 2 km e un'estensione totale di circa 900 ettari. Il punto più elevato è a 180 m s.l.m. nella parte settentrionale dell'isola.
Insieme alla più piccola isola di Caballo, situata circa 2 km più a sud, divide l'ingresso nella baia in due canali, nord e sud. Le isole fanno parte dell'antica caldera di un vulcano estinto, chiamato caldera di Corregidor.

## Storia
A causa della sua posizione strategica l'isola venne usata come base di appoggio fin dall'arrivo di Miguel Lopez de Legazpi che, autorizzato dalla corona spagnola, stabilì la capitale del paese a Manila situata nella parte interna della baia, a circa 48 km dall'isola.
Il nome dell'isola si fa discendere dall'uso che ne fecero gli spagnoli come punto di controllo doganale nel quale venivano verificati e corretti (corregir) i documenti per le imbarcazioni in ingresso nella baia, secondo questa versione all'isola venne dato il nome Isla del Corregidor. Nella struttura amministrativa coloniale spagnola delle Filippine era presente l'unità amministrativa del Corregimiento a capo della quale era posto un Corregidor.
Nel novembre 1574 il pirata cinese Limahong utilizzò l'isola come base per attaccare la città di Manila, entrambi i tentativi di attacco vennero respinti dagli spagnoli.